# Wirbelsäulentrauma

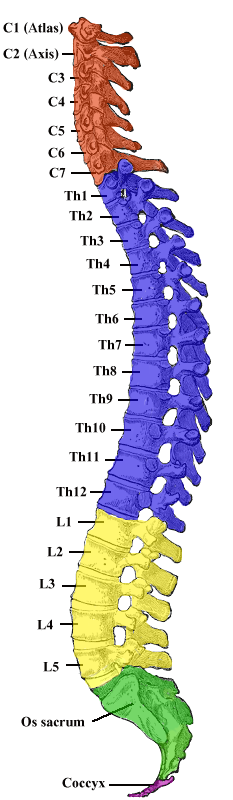
Wirbelsäule des Menschen.
Farblegende:
Halswirbel (Pars cervicalis)
Brustwirbel (Pars thoracica)
Lendenwirbel (Pars lumbalis)
Kreuzbein (Os sacrum)
Steißbein (Os coccygis)

Ein Wirbelsäulentrauma ist eine Verletzung der knöchernen Wirbelsäule, im weiteren Sinn auch der angrenzenden Weichteile (Muskel, Sehnen, Nerven) und ist lokalisiert im Bereich der Halswirbelsäule, Brustwirbelsäule oder Lendenwirbelsäule.

## Ursachen
Wirbelsäulenverletzungen entstehen meist durch Unfälle mit starker Gewalteinwirkung. Die kann eine starke Überdehnung oder Anspannung, Stauchung und punktweise einwirkende Gewalt sein und z. B. durch Autounfälle, Sportunfälle oder Stürze aus großer Höhe verursacht werden.
Die drei primären Verletzungsarten sind Kompression, Distraktion oder Rotation.

## Mögliche Symptome
- Schmerzen
- Schwellung
- Neurologische Störungen
- Bewegungseinschränkung bzw. -unfähigkeit
- Bewusstseinsstörung
- Unwillkürlicher Abgang von Harn oder Stuhl
- Erektion
- Blutdruckabfall

Aufgrund der engen topografischen Beziehung zwischen der knöchernen Wirbelsäule und dem Rückenmark bzw. den austretenden Spinalnerven besteht bei einem Wirbelsäulentrauma immer der Verdacht auf eine gleichzeitige Nervenschädigung mit den damit verbundenen neurologischen Ausfällen.
Bei Verletzung von Nerven können zusätzlich Paresen oder Sensibilitätsstörungen auftreten.
Die Hauptgefahr eines Wirbelsäulentraumas liegt in der Schädigung des Rückenmarks durch Quetschung, Einblutung oder Durchtrennen mit Ausbildung einer Querschnittslähmung.
Durch Hypotonie, Ischämie oder Ödembildung ist eine sekundäre Rückenmarkschädigung möglich.
Bei Kindern ist ein Trauma im Bereich der Halswirbelsäule selten, da durch die relative Schwere des Kopfes eher die Segmente C1–3 oder C7/Th1 betroffen sind.